# Serbien ved sommer-OL 2012
Serbien deltog i Sommer-OL 2012 i London, som blev arrangeret i perioden 27. juli til 12. august 2012.

## Medaljer
| 2012 London | Guld | Sølv | Bronze | Total |
| Serbien     | 1    | 1    | 2      | 4     |

### Medaljevinderne
| Serbien under sommer-OL 2012 i London | Serbien under sommer-OL 2012 i London | Serbien under sommer-OL 2012 i London | Serbien under sommer-OL 2012 i London | Serbien under sommer-OL 2012 i London |
| Medalje                               | Navn | Sport                                 | Event                                 | Dato                                  |
| ------------------------------------- | --- | ------------------------------------- | ------------------------------------- | ------------------------------------- |
| Guld                                  | Milica Mandić | Taekwondo                             | Women's +67 kg                        | 11. august                            |
| Sølv                                  | Ivana Maksimović | Skydning                              | Women's 50 m rifle 3 positions        | 4. august                             |
| Bronze                                | Andrija Zlatić | Skydning                              | Men's 10 m air pistol                 | 28. juli                              |
| Bronze                                | Serbiens landshold for vandpolo - Slobodan Soro - Aleksa Šaponjić - Živko Gocić - Vanja Udovičić - Dušan Mandić - Duško Pijetlović - Slobodan Nikić - Milan Aleksić - Nikola Rađen - Filip Filipović - Andrija Prlainović - Stefan Mitrović - Gojko Pijetlović | Vandpolo                              | Men's tournament                      | 12. august                            |